# Гура Ваиј (Долж)
Гура Ваиј (рум. Gura Văii) насеље је у Румунији у округу Долж у општини Подари. Oпштина се налази на надморској висини од 66 m.

## Становништво
Према подацима из 2002. године у насељу је живело 451 становника, од којих су сви румунске националности.